# ロバート・ブロック
ロバート・アルバート・ブロック（Robert Albert Bloch、1917年4月5日 - 1994年9月23日）は、アメリカ合衆国イリノイ州シカゴ生まれの小説家、SF作家、ホラー小説作家、脚本家および映画原作者。アルフレッド・ヒッチコック監督の映画『サイコ』の原作者として有名である。

## 生涯
父ラファエル・（レイ）・ブロックは銀行員、母ステラ・ローブは社会活動家だった。両親ともにドイツ・ユダヤ系アメリカ人である。5歳の時、シカゴ郊外のメイウッドに引っ越し、10歳までそこで生活していた。8歳の時、ロン・チェイニー・シニアの映画『オペラ座の怪人（1925年）』に感銘を受け、ホラー作品、映画に興味を抱いた。
1929年、父親が銀行員の職を失いウィスコンシン州ミルウォーキーに移住する。ロバートは、リンカーン高等学校に通い親友ハロルド・ガウアーに出会った。1934年6月に同高校を卒業している。
10歳の頃に初めて読んだというパルプ雑誌『ウィアード・テイルズ』（以下WT）の熱烈なファンで、同誌に掲載されたハワード・フィリップス・ラヴクラフトの作品に感銘を受ける。初めて読んだラヴクラフトの作品は、『ピックマンのモデル』だったとしている。1933年頃にラヴクラフトにファンレターを送り、彼から小説を執筆することを薦められ1935年、同誌に『修道院の饗宴』を発表し17歳にしてデビューする。またラヴクラフトの作家仲間、（ラヴクラフト・スクール）の一員となった。
27歳年上のハワード・フィリップス・ラヴクラフトとの親交は厚く、お互いの作品（『星から訪れたもの』『闇をさまようもの』）のなかでお互いをモデルにした登場人物を殺しあうほど仲が良かった。クトゥルフ神話の魔導書「妖蛆の秘密」などの創造者である。1937年にラヴクラフトが死去すると20代だったブロックは、大きなショックを受けたらしく「私の一部が彼と共に死んだ。だが現実からは何も失われていない。世間は、彼を無視し彼の作品の多くがコレクションされていない。プロヴィデンスは、何も失っていないように思える。（"Part of me died with him, I guess, not only because he was not a god, he was mortal, that is true, but because he had so little recognition in his own lifetime. There were no novels or collections published, no great realization, even here in Providence, of what was lost."）」と述べ、ラヴクラフトの死を悲しんでいるのが自分たち、彼の崇拝者だけに留まっていることを複雑に感じていた。
ラヴクラフトの死後、ブロックは、WTからSF雑誌『アメージング・ストーリーズ』にも作品を提出するようになり1938年8月、小説『天文台の秘密（The Secret of the Observatory）』が初めて掲載された。
1939年、ミルウォーキー市長に立候補したカール・ザイドラーの部下、弁護士ジェームズ・ドリトルから連絡を受け、親友ハロルド・ガウアーと共に彼の広告や演説のスピーチなどを作成したといわれている。しかしザイドラーが当選すると彼は、関知していないとして報酬を支払わなかった。これらは自伝『Once Around the Bloch』で書かれている。
ブロックは、徐々にラヴクラフトとは、異なった彼の作風を確立していった。彼が好んでモチーフとする切り裂きジャックは、WT1943年7月号の小説『切り裂きジャックはあなたの友』に初めて見られた。WTは1954年9月号を最後に廃刊になってしまう。ブロックも活動の場を他誌に移し、作風が変化していく。
1959年、代表作『サイコ』が執筆される。ブロックは偶然見た新聞の、男性が自宅に母親の遺体を数年間秘匿していたという三面記事を参考に、キャラクターの造形をエド・ゲインをもとにサイコパスの青年とシャワー殺人を合体した小説を書いたといわれている。ブロックは、連続殺人鬼や第２次世界大戦を暗示しつつ「本当の恐怖は、物陰でなく人間の頭の中にある。」と語った。ヒッチコックの映画はブロックの小説をもとにしているものの、後のシリーズは関係なく、ブロックが提出した原作者台本もスタジオに拒絶された。
1960年代に入るとハリウッドに移住した。作家の組合がストライキを宣言したりテレビや映画の脚本を任されるようになると小説の執筆に余裕がなくなるようになった。
2度結婚している。最初の結婚は1940年から1963年まで。2度目の結婚は1964年から生涯続いた。
1994年9月23日に77歳で癌との闘病生活の後、カリフォルニア州ロサンゼルスで没し、遺灰はウエストウッド・メモリアルパークの納骨堂に納められた。

## 作風
ブロックの初期作品は、ラヴクラフトの影響、コズミック・ホラーを取り入れたホラー作品が中心だが、後期になると犯罪小説や心理的なアプローチの作品が多い。クトゥルフ神話作品や短編ホラー小説を多数執筆し、数多くのアンソロジーに収載されている。神話作品としては短編「星から訪れたもの」「無貌の神」や長編『アーカム計画』などが代表作である。
短編、映像脚本等で切り裂きジャックをモチーフにした作品をたびたび執筆している。
パルプ時代を知る作家らしく、歯切れ良く読みやすい文体と、視覚的に映える残酷な描写が特徴（未来世界を描いた長編SF『都市国家ハリウッド』でも、クライマックスに人体を切り刻む描写を入れてしまうぐらいである）。そのせいか脚本などで協力した映画は、『サイコ』以外は、英国アミカスプロ作品などのB級ホラー作品がほとんどである。
1959年 、「地獄行き列車」(That Hell-Bound Train)でヒューゴー賞 短編小説部門を受賞。1975年、世界幻想文学大賞生涯功労賞を受賞。1995年、ブラム・ストーカー賞最優秀中編賞をThe Scent of Vinegarで受賞。
コリアー・ヤングの筆名で、テレビドラマ『鬼警部アイアンサイド』の原作（文芸プロット）も提供している。

## 日本語訳作品リスト

### 長編
- 『ザ・スカーフ』（The Scarf (1947)、村上能成訳、新樹社） 2005.10　ISBN 4-7875-8542-8
- 『殺意の記憶』（The Will to Kill (1954)、岩田迪子訳、ハヤカワ・ミステリ） 1962.12
- 『サイコ（英語版）』（Psycho (1959)）
  - 『気ちがい - サイコ』（福島正実訳、ハヤカワ・ミステリ） 1960.4
  - 『サイコ』（福島正実訳、ハヤカワ文庫） 1982.5
  - 『サイコ』（夏来健次訳、創元推理文庫） 1999.5　ISBN 4-488-53104-0
- 『ろくでなし』（The Dead Beat (1960)、稲葉由紀訳、ハヤカワ・ミステリ） 1961.10
- 『トッド調書』（The Todd Dosier (1969)、コリア・ヤング名義、皆藤幸蔵訳、ハヤカワ・ミステリ） 1971.1
- 『都市国家ハリウッド』（Sneak Review (1971)、遠藤笙郎訳、ハヤカワ文庫） 1981.9
- 『アメリカン・ゴシック（英語版）』（American Gothic (1974)、仁賀克雄訳、ハヤカワノヴェルズ） 1979.6
- 『アーカム計画』（Strange Eons (1979)、大瀧啓裕訳、創元推理文庫） 1988.11　ISBN 4-488-53102-4
- 『サイコ2』（Psycho II (1982)、大瀧啓裕訳、創元推理文庫） 1983.9　ISBN 4-488-53101-6
- 『トワイライトゾーン』（Twilight Zone (1983)、安達昭雄訳、角川書店） 1983.8、のち角川文庫 1983.12
- 『サイコハウス（英語版）』（Psycho House (1990)、大島豊訳、創元推理文庫） 1992.6　ISBN 4-488-53103-2

### 短編集
- 『血は冷たく流れる』（Blood Runs Cold (1953)、小笠原豊樹訳、早川書房、異色作家短篇集） 1962、のち改訂版 1976、のち新版 2006
- 『夜の恐怖』（Terror in the Night (1958)、中田耕治訳、ハヤカワ・ミステリ） 1960.12
- 『殺しのグルメ』（Out of the Mouths of Graves (1978)、仁賀克雄訳、徳間文庫） 1989.5

#### 日本オリジナル編集の短編集
- 『楽しい悪夢』（仁賀克雄編訳、ハヤカワ文庫） 1975.5
- 『切り裂きジャックはあなたの友』（仁賀克雄編訳、ハヤカワ文庫） 1979.9
- 『暗黒界の悪霊 - クートゥリゥ(Cthulhu)神話中心の短編集』（柿沼瑛子訳、ソノラマ文庫、海外シリーズ） 1985.5　ISBN 4-257-62015-3
- 『夢魔』（中田耕治編訳、青弓社、ブルー・ボウ・シリーズ） 1993.4　ISBN 4-7872-9080-0
- 『ポオ収集家』（仁賀克雄編訳、新樹社） 2000.3　ISBN 4-7875-8498-7
- 『予期せぬ結末3 - ハリウッドの恐怖』（井上雅彦編、扶桑社ミステリー） 2014.6　ISBN 978-4-594-07045-8

### アンソロジー編集
- 『サイコ』スティーヴン・キング他著, ロバート・ブロック編集, 白石朗 (翻訳) 祥伝社 ノン・ポシェット  1998/12/1 （Robert Bloch's Psychos、1997）

### ノベライゼーション
- トワイライトゾーン―超次元の体験 ロバート・ブロック (著), 安達昭雄訳 角川書店　海外ベストセラーズ・シリーズ– 1983/8/1
  - 映画トワイライトゾーン/超次元の体験のノベライゼーション　同年、文庫化

### 映画
- サイコ （1960年、アメリカ） - 監督：アルフレッド・ヒッチコック - 原作
- 血だらけの惨劇（1964年、アメリカ） - 監督：ウィリアム・キャッスル - 脚本
- がい骨 （1965年、イギリス） - 監督：フレディ・フランシス - 原作
- ブラッド・ゾーン （邦題：怪奇!血のしたたる家）（1971年、イギリス） - 監督：ピーター・ダッフェル - 脚本
- サイコ2 （1983年、アメリカ） - 監督：リチャード・フランクリン - 原作
- トワイライトゾーン/超次元の体験 （1983年、アメリカ） - 監督：スティーヴン・スピルバーグほか - ノベライゼーションを担当

### テレビドラマ
- 宇宙大作戦（1966年-1969年、アメリカ）- 製作総指揮：ジーン・ロッデンベリー